# Cantone di Canteleu
Il Cantone di Canteleu è una divisione amministrativa dell'Arrondissement di Rouen.
È stato istituito a seguito della riforma dei cantoni del 2014, che è entrata in vigore con le elezioni dipartimentali del 2015.

## Composizione
Comprende i comuni di:
- Canteleu
- Hautot-sur-Seine
- Maromme
- Sahurs
- Saint-Pierre-de-Manneville
- Val-de-la-Haye